# Nils Stenström
Nils Gustav Stenström, född 25 september 1892 i Stockholm, död där 4 april 1933, var en svensk läkare.
Nils Stenström var son till snörmakaren Johan August Stenström. Efter studentexamen i Stockholm 1911 studerade han vid Karolinska Institutet och blev medicine kandidat 1914, medicine licentiat 1919 och medicine doktor 1924 och var från 1925 docent i medicin där. Han tjänstgjorde 1925–1927 och 1930–1933 som biträdande lärare i medicin och 1927–1930 som laborator i fysiologi. Som militärläkare från 1919 blev han regementsläkare och överläkare vid Garnisonssjukhuset i Stockholms medicinska avdelning 1930. Han hade bland annat studerat för Willem Einthoven i Leiden och blev under sin korta levnad en föregångsman inom experimentell medicin i Sverige. Flera av hans tidiga arbeten avhandlade simningens fysiologi. Han var själv en god simmare och vann bland annat en Öresundssimtävlan Landskrona-Skodsborg 1913. Sin främsta insats gjorde han inom elektrokardiografins område, och som hjältdiagnostiker blev han en av Sveriges främsta specialister. Två gånger, 1918 och 1925, fick han Svenska läkaresällskapets Alvarengapris (för arbeten utförda tillsammans med Göran Liljestrand).